# Distretto di Szigetszentmiklós
Il distretto di Szigetszentmiklós (in ungherese Szigetszentmiklósi járás) è un distretto dell'Ungheria, situato nella provincia di Pest.